# Hrabová Roztoka
Hrabová Roztoka (węg. Kisgereblyés) – wieś (obec) na Słowacji, w kraju preszowskim, w powiecie Snina. Pierwsza wzmianka o wsi pochodzi z 1568 roku.

## Zabytki
- Drewniana cerkiew św. Bazylego Wielkiego z 1750 roku o unikatowej konstrukcji i kompletnym ikonostasem.

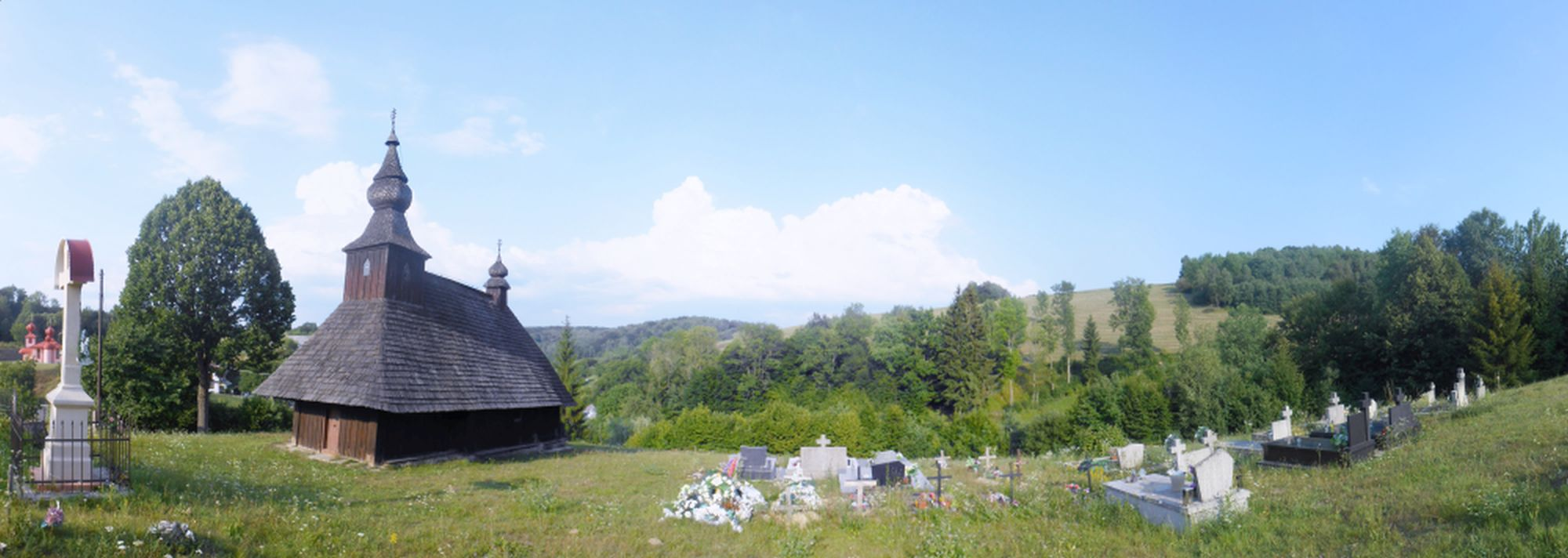
Drewniana cerkiew greckokatolicka św. Bazylego Wielkiego

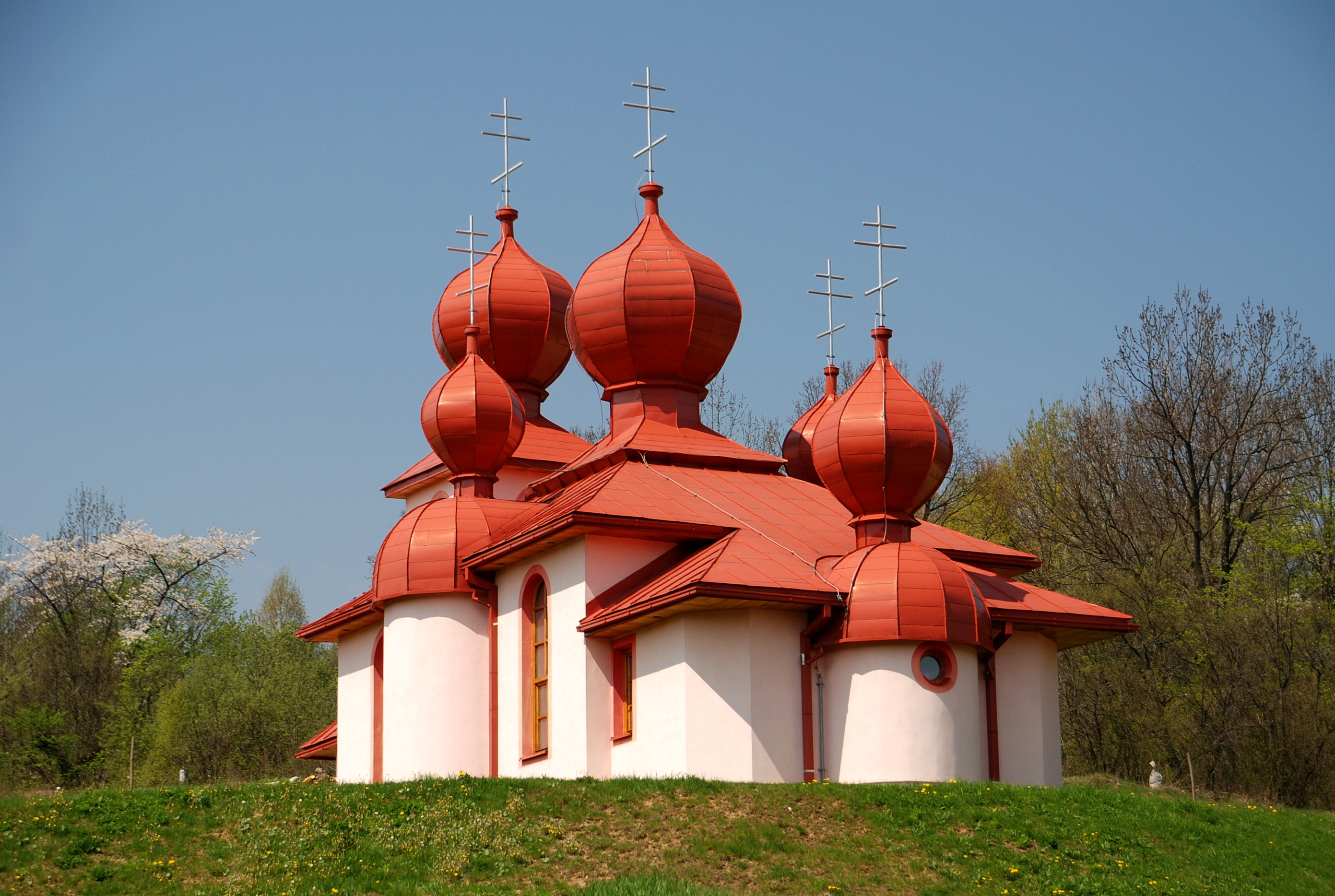
Cerkiew prawosławna św. Włodzimierza